# Legion Speer
Legion Speer var en paramilitär transportorganisation i Nazityskland verksam under andra världskriget. Legionen bestod av icke-tyska medborgare, som därför inte kunde tillhöra Nationalsozialistisches Kraftfahrkorps (NSKK). Den fick sitt namn efter rustningsministern Albert Speer.

## Tillkomst
Legion Speer bildades 1942 och bestod av inhemsk personal från de av Tyskland ockuperade länderna vilka frivilligt tagit anställning som fordonsförare och fordonsmekaniker. Eftersom NSKK var en underavdelning av nazistpartiet kunde de som icke-tyskar inte ingå i denna.

## Personal
Först rekryterades ryska emigranter, det vill säga vitryska flyktingar undan kommunisterna. Största andelen av personalen utgjordes dock av före detta ryska krigsfångar (hiwis). Dessa fick endast användas i Västeuropa. Legionen var dock öppen för alla, som valloner, tjecker, norrmän med flera. Endast befälsposterna och vissa lastbilsförare var tyskar. Legionärerna svor en personlig trohetsed till Adolf Hitler. Ett antal norrmän tillhörde Legion Speer; en del av dem var tvångsinkallade men de flesta var frivilliga.

## Organisation
Legion Speer hade till uppgift att inom ramen för NSKK vara transportorganisation för Organisation Todt, rustningsministeriet, armén och flygvapnet. Grundorganisationen bestod av depåavdelningar i Paris, Oslo, Belgrad och Kiev. 

## Avveckling
Legion Speer överfördes den 12 september 1944 till Transportkorps Speer.

## Tjänstegrader
| Likställd med  | Grad             |
| -------------- | ---------------- |
| Grenadier      | Kraftfahrer      |
| Gefreiter      | Oberkraftfaher   |
| Obergefreiter  | Hauptkraftfahrer |
| Unteroffizier  | Unterfahrmeister |
| Unterfeldwebel | Fahrmeister      |
| Feldwebel      | Oberfahrmeister  |
| Oberfeldwebel  | Hauptfahrmeister |
| Stabsfeldwebel | Stabsfahrmeister |
| Leutnant       | Zugführer        |
| Oberleutnant   | Oberzugführer    |
| Hauptmann      | Hauptzugführer   |
| Major          | Kapitän          |
| Oberstleutnant | Stabskapitän     |
| Oberst         | Chefkapitän      |
| Generalmajor   | Generalkapitän   |
| Källa          | [ 4 ]            |